# Europejski Komisarz ds. partnerstwa międzynarodowego

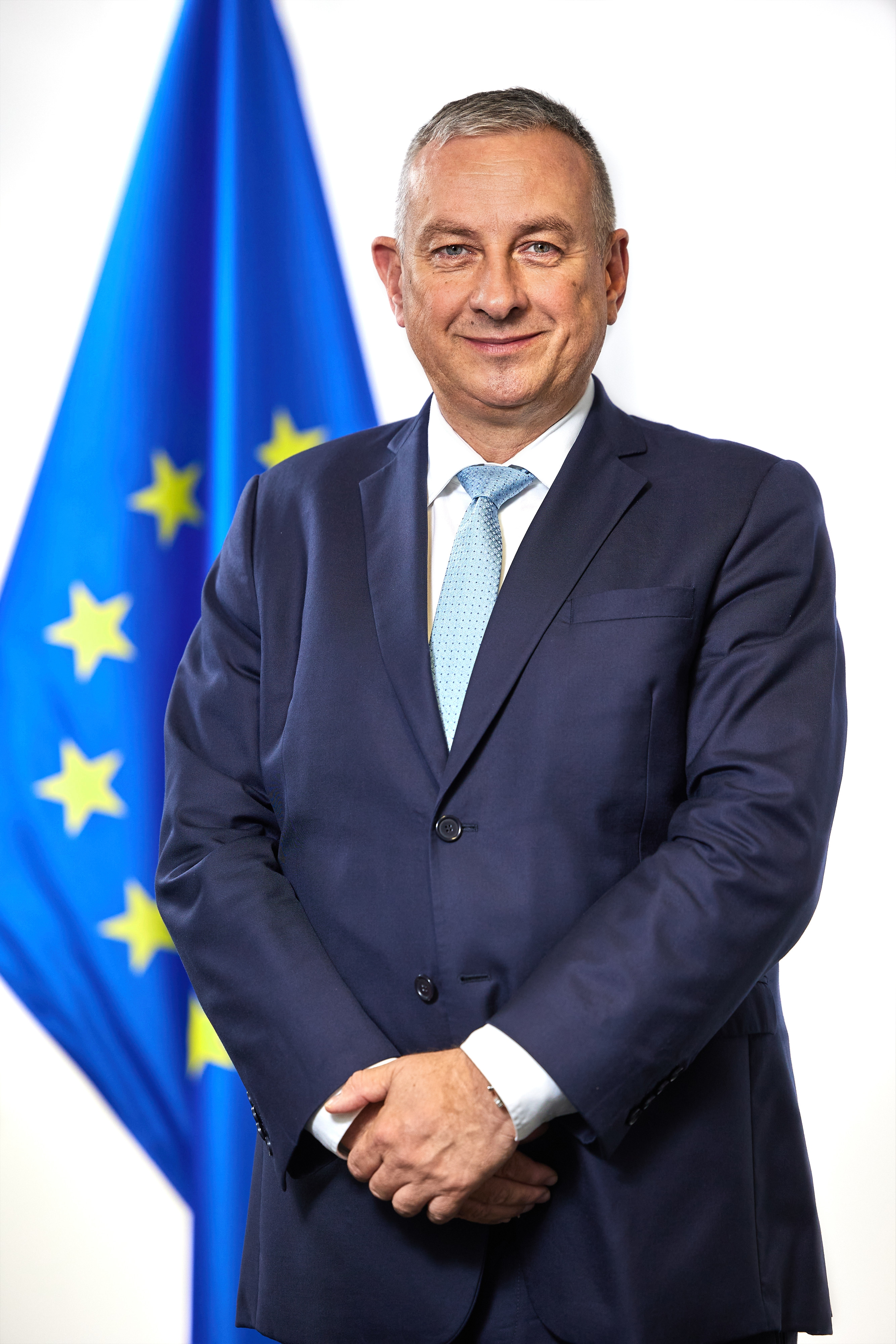
Europejski Komisarz ds. partnerstwa międzynarodowego – Jozef Síkela

Europejski Komisarz ds. partnerstwa międzynarodowego – członek Komisji Europejskiej. Odpowiedzialny za budowanie i utrzymywanie partnerstw międzynarodowych, które wspierają stabilność, bezpieczeństwo oraz dobrobyt Unii Europejskiej. Głównym celem tego stanowiska jest wzmocnienie strategicznej pozycji UE na świecie poprzez długoterminowe, wzajemnie korzystne partnerstwa gospodarcze, społeczne i polityczne. W kontekście globalnej niestabilności i konkurencji rola ta ma kluczowe znaczenie dla skutecznej realizacji polityki zagranicznej Unii, zwłaszcza w zakresie inwestycji, zrównoważonego rozwoju i transformacji klimatycznej. Komisarz jest zobowiązany do ścisłej współpracy z wysokim przedstawicielem Unii do spraw zagranicznych i polityki bezpieczeństwa, co ma zapewnić spójność polityki międzynarodowej UE. Jego działania są kluczowym elementem polityki gospodarczej na arenie międzynarodowej, w której partnerstwa UE mają odgrywać kluczową rolę w zapewnieniu długofalowych korzyści dla obu stron. Obecnym komisarzem jest Jozef Síkela.

## Powstanie stanowiska
Stanowisko zostało utworzone, aby wzmocnić zdolność Unii Europejskiej do budowania trwałych relacji z partnerami z całego świata, a jednocześnie skutecznie realizować globalne cele UE. Podkreśla ono nowe podejście Komisji Europejskiej, zakładające lepsze dopasowanie działań zewnętrznych UE do jej strategicznych interesów i wartości. W ramach swojej misji komisarz ma zarządzać m.in. inicjatywą Global Gateway, która jest kluczowym instrumentem rozwoju międzynarodowych inwestycji infrastrukturalnych. Powstanie tego stanowiska odzwierciedla potrzebę bardziej zintegrowanego i długoterminowego podejścia do partnerstw międzynarodowych w świecie charakteryzującym się rosnącymi wyzwaniami i konkurencją.

## Zakres obowiązków
Europejski Komisarz ds. partnerstwa międzynarodowego odpowiada za:
- wzmocnienie programu Global Gateway, rozwijanie jego oferty inwestycyjnej, przyspieszenie wypłat funduszy oraz zwiększenie jego roli w globalnych inwestycjach infrastrukturalnych,
- budowanie marki Global Gateway jako zaufanego i jakościowego programu poprzez efektywne śledzenie rezultatów inwestycji oraz raportowanie ich wpływu, zwłaszcza w zakresie praw człowieka i wolności politycznych,
- wspieranie podejścia Team Europe, poprzez koordynację działań z państwami członkowskimi, bankami rozwoju, instytucjami finansowymi oraz sektorem prywatnym,
- rozwój synergii między inwestycjami Global Gateway a nowymi umowami handlowymi i inwestycyjnymi, w tym w obszarze surowców, czystej energii i technologii,
- kierowanie zaangażowaniem UE w partnerstwa na rzecz sprawiedliwej transformacji (Just Transition Partnerships), wspierając dekarbonizację sektora energetycznego w krajach partnerskich,
- promowanie zintegrowanych partnerstw obejmujących aspekty ekonomiczne, humanitarne, rozwojowe, pokojowe i bezpieczeństwa, by przeciwdziałać migracji nieuregulowanej i walczyć z siatkami przemytników,
- wspieranie realizacji Agendy 2030 ONZ oraz Celów Zrównoważonego Rozwoju w polityce międzynarodowej UE,
- wzmacnianie partnerstwa UE z Afryką, poprzez likwidację luki inwestycyjnej oraz uwzględnianie potrzeb partnerów afrykańskich w działaniach Global Gateway,
- rozwój relacji z Azją Środkową, ze szczególnym uwzględnieniem konektywności i surowców krytycznych,
- zacieśnianie współpracy UE z Azją, Indo-Pacyfikiem oraz Ameryką Łacińską i Karaibami w obszarach takich jak bezpieczeństwo, energia i inwestycje infrastrukturalne,
- stosowanie zróżnicowanego podejścia w relacjach z krajami najsłabiej rozwiniętymi, uwzględniając ich szczególne potrzeby oraz specyfikę krajów o średnich dochodach,
- zapewnianie, że równość płci i wzmacnianie pozycji kobiet oraz dziewcząt pozostają priorytetem w polityce współpracy międzynarodowej UE,
- wspieranie wysokiego przedstawiciela Unii do spraw zagranicznych i polityki bezpieczeństwa, w działaniach na rzecz reformy systemu międzynarodowego, w tym ONZ i międzynarodowych banków rozwoju, promując skuteczny multilateralizm.

## Lista komisarzy
|   | Komisarz         | Lata      | Komisja          |
| - | ---------------- | --------- | ---------------- |
| 1 | Neven Mimica     | 2014–2019 | Juncker          |
| 2 | Jutta Urpilainen | 2019–2024 | von der Leyen I  |
| 3 | Jozef Síkela     | od 2024   | von der Leyen II |